# Pedro Portocarrero

Brasão de Armas da Casa de Portocarrero

Pedro Portocarreiro (? - 1519) foi feito em 1472 VIII Senhor de Moguer
As referências a Pedro de Portocarreiro iniciam-se em 1472, pois é neste ano que aparece nomeado nos documentos da Villa Moguer, Apesar da morte de seu pai, Juan Pacheco, Marquês de Vilhena ter ocorrido em 1474, foi em 1471, ano do falecimento de sua mãe, Maria Portocarreiro, e ano em que a mesma fez testamento que foi designado herdeiro depois do seu falecimento. Exerceu o seu domínio sobre o Senhorio de Moguer até 1519, ano da sua morte. Foi casado com Joana Cárdenas.
Pedro de Portocarreiro encontra-se sepultado junto com sua esposa, Joana de Cárdenas no Mosteiro de Santa Clara.
Quando ainda era menino, corria o ano de 1463, seu pai, João Pacheco, fez um acordo com o rei Luís XI de França, no sentido de casar Pedro com Ana de França (1462 - 1522) Viscondessa de Thouars, filha natural do rei francês, quando ambos tivessem, ela 12 e ele 14 anos. O acordo nupcial incluía a entrega pelo rei de 100.000 Escudos de Ouro e um condado no reino de França com uma renda anual de 6.000 francos. Por sua vez João Pacheco entregaria o Senhorio de Moguer e 10.000 francos. Este casamento no entanto nunca veio a acontecer.
Noticias sobre Pedro Portocarreiro voltam a aparecer ligados ao senhorio de Moguer durante o cerco de Mérida por ocasião da guerra da sucessão de 1474 a 1479. Também se encontra citado na relação dos nobres que aparecem a formar parte da lista dos conquistadores de Málaga. Na referida participação sabe-se que foi recompensado com uma doação de 10 cativos.
Fez parte do séquito que acompanhou Isabel de Portugal, Rainha de Castela em 1480.
foi alcaide de Jerez de los Caballeros e pertenceu aos Concelho Real durante o reinado de Carlos V e D. Joana de Bourbon.
Foi Alcaide mor de Sevilha dotado de faculdades judiciais e administrativas. Foi também Comendador da Ordem de Santiago de Segura de la Sierra (Jaén) a partir de 1481.
Foi a seu mando construído o Convento de São Francisco de Moguer e foi-lhe concedido pelos Reis Católicos seguro para as embarcações que aportassem no Porto da Ribeira de Moguer. Pedro de Portocarreiro e sua esposa emprestaram a sua primo o rei Fernando “O católico” 2 000 000 de maravedis para financiar os gastos com os descobrimentos.
Casou em 1473 com Joana de Cárdenas, filha do mestre da Ordem de Santiago, Alonso de Cárdenas. A razão deste matrimónio encontra-se relacionada com o interesse de João Pacheco em casar o seu filho Com D. Joana, que era filha única de Alonso, futuro mestre e por isso comendador maior do Reino de Leão.
Deste casamento nasceram 16 filhos.
Com autorização real, concedida em 1495 puderam fundar 4 morgadios. A sua criação efectiva destes morgadios ocorreu em 1514. Assim Pedro herdou o morgadio de Moguer e Villanueva del Fresno foi herdado por João Portocorreiro.
O sepulcro de João Portocarreiro e de sua esposa, Maria Osório encontram-se no Mosteiro de Santa Clara de Moguer.